# Scholia
Scholia (ental scholion; fra græsk σχόλιον, "kommentar", "fortolkning") er grammatiske, kritiske eller forklarende kommentarer, enten originale eller taget fra allerede eksisterende kommentarer, som er indsatte i marginen på et manuskript af en antik forfatter eller som glosser. En scholiast er en der skriver scholier. Omfanget kunne være lige fra enkelte glosser til længere ræsonnementer og citater fra andre (nu måske tabte) værker.

## Historie
De antikke skolier er vigtige kilder til mange aspekter om oldtiden, især antik litteraturhistorie. De tidligste skolier er fra 5. århundrede el. 4. århundrede f.v.t. (fx D-skolien om Iliaden.) Man forsatte med at kompilere skolier op til så sent som det 8. århundrede e.v.t. i det Østromerske rige.
Skolierne ændredes løbende af på hinanden følgende kopister og håndskriftsejere, og i somme tilfælde fik de så stort et omfang at der ikke var plads til dem i marginerne, og det blev nødvendigt at gøre dem til separate værker.
De græske skolier er for størstedelens vedkommende anonyme.

## Liste over antikke kommentarer
Somme antikke skolier har en tilstrækkelig kvalitet til at blive kaldt kommentarer. Eksistensen af en oversættelse af skolierne kan ofte bruges til at skelne mellem skolie og kommentar. Det følgende er en kronologisk liste over antikke kommentarer som der findes kommercielle oversættelser til:
- Asconius (c. 55 e.v.t.) til Ciceros Pro Scauro, In Pisonem, Pro Milone, Pro Cornelio og In toga candida.
- Servius (c. 400 e.v.t.) til Vergils Æneiden.
- Macrobius (c. 400 e.v.t.) til Ciceros Scipios Drøm.
- Proclus (c. 440 e.v.t.) til Platons Parmenides og Timaios og Euklids Elementerne
- Boethius (c. 520 e.v.t.) til Ciceros Topica

## Anden brug af ordet skolie
- I moderne matematiske tekster er skolier marginalnoter som kan tydeliggøre en argumentationsrække eller sammenligne det med beviser givet tidligere.
- Scholia er et akademisk tidsskrift inden for klassisk filologi. Websider: Scholia Arkiveret 11. juli 2020 hos  Wayback Machine; Scholia reviews Arkiveret 1. juli 2001 hos  Wayback Machine.